# 1567

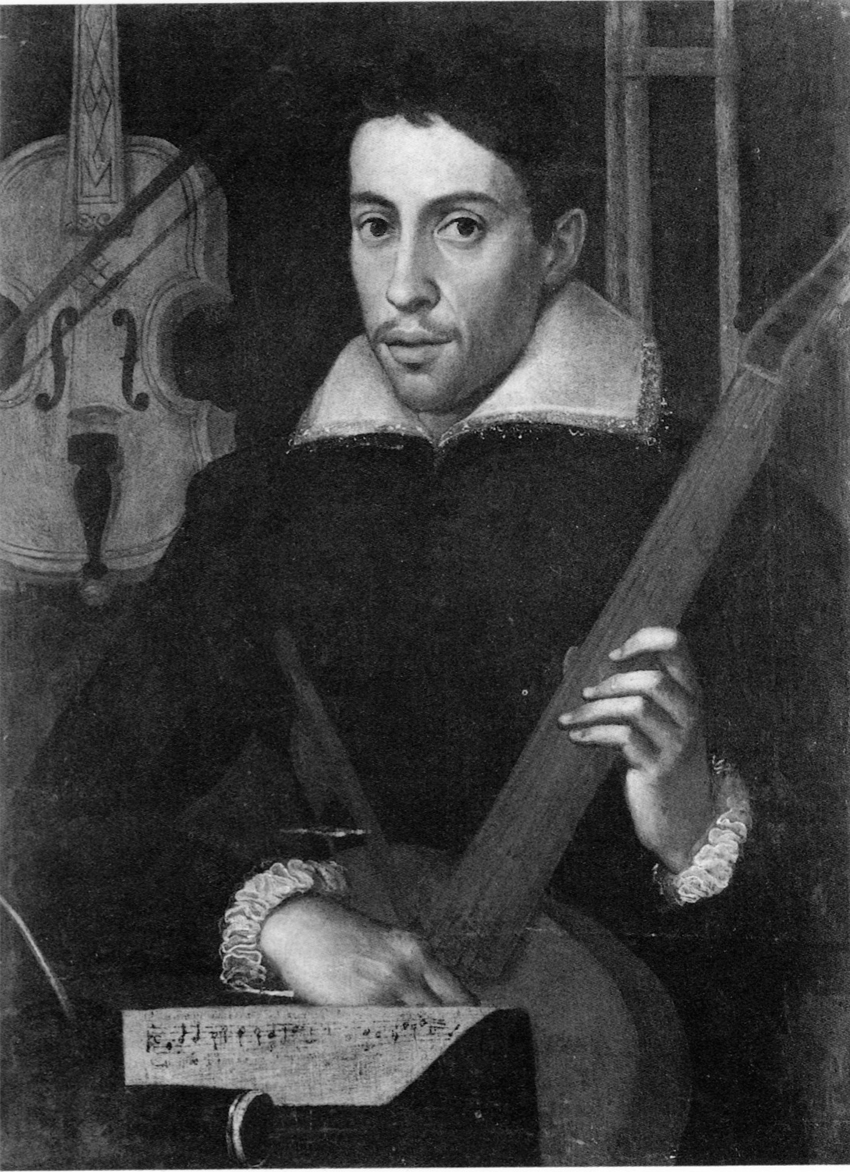
Claudio Monteverdi com cerca de 30 anos. Pintura de autor anónimo.

- Wikisource

| Calendário gregoriano                                                        | 1567 MDLXVII                                          |
| Ab urbe condita                                                              | 2320                                                  |
| Calendário arménio                                                           | 1016 – 1017                                           |
| Calendário bahá'í                                                            | -277 – -276                                           |
| Calendário budista                                                           | 2111                                                  |
| Calendário chinês                                                            | 4263 – 4264 Início a 8 de fevereiro (aproximadamente) |
| Calendário copta                                                             | 1283 – 1284                                           |
| Calendário etíope                                                            | 1559 – 1560                                           |
| Calendários hindus - Vikram Samvat - Calendário nacional indiano - Cáli Iuga | 1622 – 1623 1488 – 1489 4667 – 4668                   |
| Calendário Holoceno                                                          | 11567                                                 |
| Calendário islâmico                                                          | 975 – 976                                             |
| Calendário judaico                                                           | 5327 – 5328                                           |
| Calendário persa                                                             | 945 – 946                                             |
| Calendário rúnico                                                            | 1817                                                  |
| Calendário solar tailandês                                                   | 2110                                                  |

1567 (MDLXVII, na numeração romana) foi um ano comum do século XVI do Calendário Juliano, da Era de Cristo, e a sua letra dominical foi E (52 semanas), teve início a uma quarta-feira, terminou também a uma quarta-feira.
| Ano completo                        |
| ----------------------------------- |
| Ano comum com início à quarta-feira |

## Eventos
- Fundação da Igreja e Convento de Santo André em Ponta Delgada, ilha de São Miguel, Açores.
- 4 de Junho - Nomeação de Fernando Cabral no cargo de Provedor das Armadas e naus da Índia.
- É enviado aos Açores o arquitecto militar italiano Tommaso Benedetto, para orientar a fortificação das ilhas.
- Inicio das obras do Forte de Santo António do Monte Brasil.[1][2]

## Nascimentos
- 15 de maio - Baptismo de Claudio Monteverdi, provavelmente nascido no dia 9 do mesmo mês, compositor, maestro, cantor e gambista italiano.
- 14 de Novembro - Maurício, Príncipe de Orange (m. 1625)
- 21 de Agosto - São Francisco de Sales, santo francês (m. 1622).

## Mortes
- 20 de Fevereiro - Estácio de Sá (n. 1520).
- 31 de Março - Filipe I de Hesse, defensor do Protestantismo (n. 1504)
- 19 de Abril - Michael Stifel, matemático alemão (n. 1487).

## Por tema
- 1567 no Brasil
- 1567 na música